# Pseudarmigeres
Pseudarmigeres (лат.) — род насекомых из трибы Aedini семейства кровососущих комаров (Culicidae). Иногда рассматривается как подрод в составе рода Aedes . Афротропика.

## Описание
Взрослые особи Pseudarmigeres коричнево-белые виды; вертекс с широкими лежачими чешуйками, вертикальные чешуйки отсутствуют; нижнечелюстные щупики и хоботок темные, хоботок длиннее передних бёдер; нижнечелюстные щупики самцов стройные, изогнутые вверх, практически лишены щетинок, равны 0,5–0,8 от длины хоботка; акростихальные щетинки отсутствуют, дорсоцентральные щетинки и прескутеллярные щетинки малочисленны или отсутствуют; скутум с бледными чешуйками; скутеллюм, антеропронотум, постпронотум и паратергит с широкими плоскими чешуйками. Лесные комары. Незрелые стадии встречаются в полостях деревьев и бамбука.
Виды Pseudarmigeres не имеют медицинского или экономического значения для человека..

## Систематика
Род Pseudarmigeres рассматривается как таксон сестринский к родам (Alanstonea + Pseudarmigeres) + Heizmannia)) + Petermattinglyius, а эту кладу сестринской к кладе Lorrainea + (((Udaya + (Belkinius + Zeugnomyia)) + (Eretmapodites + Armigeres)).
Род Pseudarmigeres включают в трибу Aedini подсемейства Culicinae.
Выделяют 5 видов:
- Pseudarmigeres albomarginatus (Newstead, 1907) (in Newstead et al., 1907)
- Pseudarmigeres argenteoventralis (Theobald, 1909)
  - argenteoventralis argenteoventralis (Theobald, 1909)
  - argenteoventralis dunni (Evans, 1928)
- Pseudarmigeres kummi (Edwards, 1930)
- Pseudarmigeres michaelikati (van Someren, 1946)
  - michaelikati gurneri (van Someren, 1946)
  - michaelikati michaelikati (van Someren, 1946)
- Pseudarmigeres natalensis (Edwards, 1930)